# Alan Walden
Pour les articles homonymes, voir Walden.

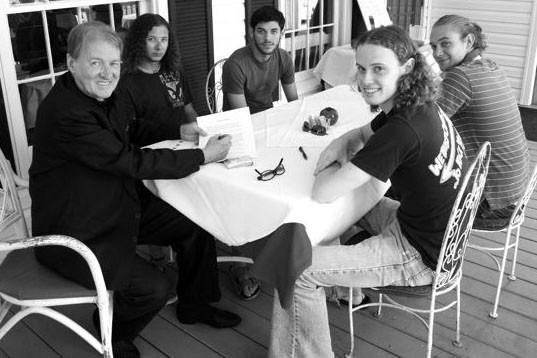
Alan Walden lors de la signature du contrat de Blackbird.

Alan Walden (né le 23 mai 1943 à Macon (Géorgie)), est un manager, éditeur et agent musical.
Il a travaillé en particulier avec Otis Redding, Sam & Dave, Percy Sledge, Johnnie Taylor, Clarence Carter, Arthur Conley, Al Green, Joe Tex, Z. Z. Hill, Candi Staton, Albert King, William Bell, Eddie Floyd, Etta James, Boz Scaggs, Lynyrd Skynyrd, Outlaws, et September Hase.
Il a fondé le label indépendant Capricorn Records en 1969 avec son frère Phil Walden.
Il est inscrit dans le Georgia Music Hall of Fame.